# Distrito de Nakło
Nakło (polaco: powiat nakielski) es un distrito (powiat) del voivodato de Cuyavia y Pomerania (Polonia). Fue constituido el 1 de enero de 1999 como resultado de la reforma del gobierno local de Polonia aprobada el año anterior. Limita con otros cinco distritos: al norte con Sępólno, al este con Bydgoszcz, al sur con Żnin, al suroeste con Wągrowiec y al oeste con Piła; y está dividido en cinco municipios (gmina): cuatro urbano-rurales (Kcynia, Mrocza, Nakło nad Notecią y Szubin) y uno rural (Sadki). En 2011, según la Oficina Central de Estadística polaca, el distrito tenía una superficie de 1120,08 km² y una población de 85 537 habitantes.